# Pneumodermopsis paucidens
Pneumodermopsis paucidens är en snäckart som först beskrevs av Boas 1886.  Pneumodermopsis paucidens ingår i släktet Pneumodermopsis och familjen Pneumodermatidae. Inga underarter finns listade i Catalogue of Life.